# Frederick Lloyd
Frederick Lloyd (1880 – 1949) foi um ator de cinema britânico. Suas atuações mais notáveis incluem Doutor Watson no filme de 1932, The Hound of the Baskervilles, e Sr. Grimwing em Oliver Twist, de 1948.
Lloyd era casado com a atriz Auriol Lee, entre 1911 e 1922.

## Filmografia selecionada
- The W Plan (1930)
- Tell England (1931)
- A Gentleman of Paris (1931)
- The Great Gay Road (1931)
- Sleepless Nights (1932)
- The Hound of the Baskervilles (1932)
- Up for the Derby (1933)
- Oliver Twist (1948)